# Meditación (Auguste Rodin)

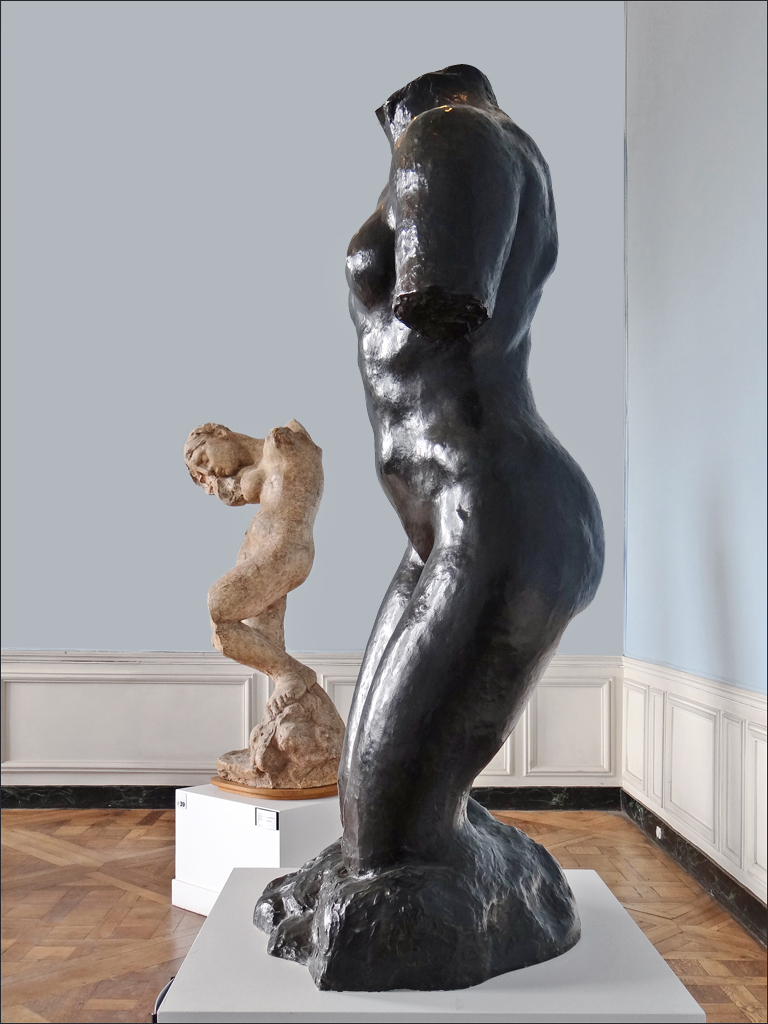
La Voix intérieure también llamada La Méditation (La voz interior o meditación) al fondo de la imagen en el Museo Rodin en Francia.

Meditación, es una figura de Auguste Rodin, la cual representa una mujer con la cabeza inclinada sobre el brazo derecho, donde la posición del cuerpo dibuja una línea suave y sinuosa.

## Meditación
Esta figura está situada en el tímpano de La puerta del Infierno. Está ubicada a la derecha, a lo largo de la jamba vertical. La mujer queda afligida por la suerte que le espera en la región del infierno que fue asignada protegiéndose con su mano derecha.
El nombre de meditación , corresponden al papel en el Monumento a Victor Hugo, que representa a una de las musas del poeta, donde existe una profunda reflexión, que inspiró a poemas como Las voces interiores.
Rodin, cortó los brazos, la rodilla izquierda y una parte de la pierna derecha para poder semejar lo que el poeta quería proyectar. Este figura está representada en La puerta del Infierno, sin embargo esta pieza decidió en 1896, exponerla de una manera autónoma.